# Giardino Nidiaci

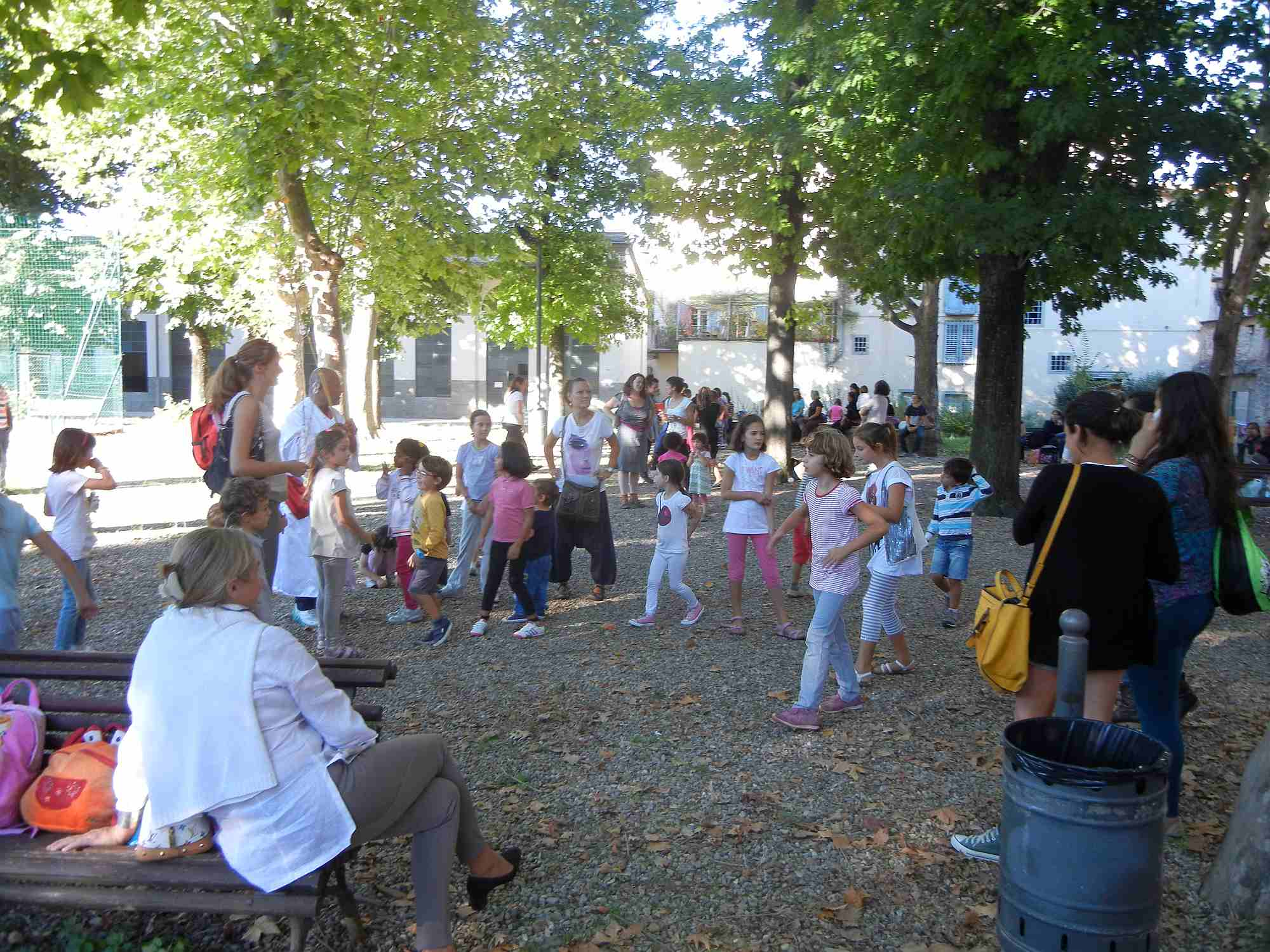
Apertura del giardino Nidiaci-Ardiglione nel settembre 2013

Il giardino Nidiaci-Ardiglione è un giardino e spazio per l'infanzia e la gioventù della città di Firenze, situato nel rione di San Frediano, nell'Oltrarno fiorentino, alle spalle della basilica di Santa Maria del Carmine. L'ingresso storico al complesso è stato da via della Chiesa 52, ma il giardino è accessibile unicamente da un cancello in via d'Ardiglione 30. 

## Storia
Il complesso era in origine un orto privato e fu acquistato nel 1838 dallo scultore Emilio Santarelli, che vi fece costruire diversi edifici con ingresso da via della Chiesa per ospitare la sua casa e in particolare il suo studio, ampio e luminoso, che sarebbe poi diventato la ludoteca, dove Santarelli scolpì tra l'altro la statua di Michelangelo che oggi decora il piazzale degli Uffizi; un ampio cancello di servizio su via d'Ardiglione serviva per il trasporto dei marmi da lui adoperati. Nel giardino, Santarelli coltivò un gran numero di varietà di camelie, due delle quali - la "Giardino Santarelli" e la "Bella d'Ardiglione" - presero nome dal giardino. Nel gennaio del 1886, pochi mesi prima di morire, Emilio Santarelli cedette la proprietà ad Achille Baille de Saint-Martin, che alla propria morte nel 1913 la lasciò all'abate Gastone Pighetti di Marsiglia. 
Il 1º novembre 1915, l'abate affittò il palazzo al Comune per ospitarvi una scuola elementare.
Nel 1920, il colonnello Edward Otis Bartlett Jr, commissario della Croce Rossa statunitense, fece vendere al commerciante Carlo-Matteo Girard e all'avvocato Umberto Nidiaci una partita di merci della stessa Croce Rossa, destinando il ricavato "a favore di un Ente, che, nel quartiere di San Frediano di questa Città, curi la istruzione e la educazione popolare, con speciale riguardo alla infanzia". La somma fu investita nell'acquisto del complesso del Nidiaci, anche grazie al contributo economico del cavaliere Carlo-Matteo Girard e dell'avvocato Nidiaci.. Gli immobili furono volti quindi "in nome dei signori cav. Carlo-Matteo Girard e avvocato Umberto Nidiaci, ma per conto di una erigenda istituzione per la istruzione e la educazione popolare."
A partire dal 1923, il giardino e il pianoterra di palazzo Santarelli furono adibiti a doposcuola e successivamente divennero "simbolo del cattolicesimo sociale fiorentino", frequentato dagli allievi e amici di Giorgio La Pira, Fioretta Mazzei e don Danilo Cubattoli (don Cuba).
Nel 1954 e nel 1957, la famiglia Nidiaci donò ufficialmente al Comune una parte del giardino con la serra Santarelli, oggi detta Limonaia. La parte restante, pur vincolata nel piano regolatore a "servizi pubblici di quartiere", fu acquistata nel 2008 in un'asta da una holding privata, che nell'autunno del 2012 iniziò i lavori per la trasformazione degli edifici in appartamenti privati e del giardino in parcheggio. Il progetto è oggetto di contestazione da parte di associazioni locali, alcune delle quali direttamente impegnate nella gestione della parte pubblica del giardino.
La ludoteca è stata chiusa nell'ottobre del 2012, e il giardino, da novant'anni l'unico spazio verde riparato a disposizione dell'infanzia di San Frediano, è stato abbandonato. Nel settembre del 2013, la parte rimanente del giardino è stata riaperta al pubblico dai volontari dell'Associazione Giardino dell'Ardiglione Aps, costituita dai genitori e residenti dell'Oltrarno.
Il 27 maggio 2015, la Procura della Repubblica ha aperto un'inchiesta sulla rinuncia da parte dell'amministrazione comunale ai vincoli di uso pubblico sull'area di proprietà privata.

## Palazzo Santarelli
La parte attualmente in mani private del complesso Nidiaci è nota come Palazzo Santarelli. Palazzo Santarelli è un edificio signorile di Firenze posto in via della Chiesa, ai n. 44-46-48, che è stato in diverse parti ed epoche, scuola elementare, asilo, ludoteca e centro anziani. 

### Storia
Nel 1838 lo scultore Emilio Santarelli acquista una casa rurale con annesso orto fruttato (descritto “giardino dentro la città medesima”) situati proprio dietro l'abside della chiesa del Carmine, grazie all'eredità ricevuta dal pittore François-Xavier Fabre, ritenuto suo padre. Santarelli manda al Comune il progetto della facciata del suo studio, che vuole costruire all'interno di questa proprietà, progetto firmato dall'ingegnere Antonio Nencetti, che si preoccupa di verificare la stabilità della struttura e chiede di poter costruire a sue spese il marciapiede davanti allo studio, e di ripiombare il muro che cingeva il giardino. I permessi gli vengono concessi nel 1840. Santarelli fa realizzare uno studio ampio e ben illuminato, che affaccia da un lato su via Della Nunziatina e dall'altro sul giardino, in tempi molto brevi, perché ha l'esigenza di completare il ritratto scultoreo di Michelangelo Buonarroti, che gli è stato commissionato nel 1836 per il loggiato degli Uffizi. In questi stessi anni l'atelier, con i suoi grandi spazi, è utilizzato anche da altri artisti amici, tra i quali Pietro Freccia, il fratello Clearco ed Emilio Demi. Nel 1843 la proprietà viene ampliata: in parallelo allo studio su via della Chiesa fa costruire il corpo che prospetta su via d'Ardiglione, un ampio carraio per il trasporto di merci, in particolare di marmi. L'edificio prende una forma a "C", che comprende lo studio, la casa colonica e il nuovo corpo su via d'Ardiglione. Qui l'ampia apertura e l'altezza dei soffitti derivano dalla necessità di trasportare e lavorare enormi blocchi di marmo. Santarelli vuole rendere il palazzo luogo di lavoro, ma anche residenza e museo per sistemarvi la propria raccolta di opere d'arte. Lo scultore, infatti, interviene, attorno al 1860, sul secondo piano del palazzo, ristrutturandolo e ponendolo in collegamento con il corpo di via d'Ardiglione: unisce il palazzo nobile con l'edificio accanto, che pure è sempre di sua proprietà. Santarelli crea una serie di stanze collegate al piano inferiore grazie ad una scala. Inoltre commissiona ad Annibale Gatti, pittore tra i più ricercati a Firenze in quegli anni, le decorazioni del salone con affreschi; tra le più famose l'Allegoria delle Arti (pittura, architettura, scultura); nella sala accanto l'affresco di due angioletti, che giocano con le rondini sventolando un rametto d'ulivo, è di tipico stile settecentesco, in armonia con l'ambiente esterno del palazzo, caratterizzato dall'opulento giardino. Questo diventa presto noto per la varietà di camelie coltivate dallo stesso Santarelli, camelie che, nel 1852, vengono segnalate per il cospicuo numero di oltre 400 specie diverse, curate anche dal suo uomo di fiducia Angelo_Landi. Alle camelie di sua creazione dà il nome degli amici e dei familiari, ad esempio Agnese Parigi, la sorella, o Mino da Fiesole, l'artista quattrocentesco dal quale trae ispirazione. La coltivazione di fiori occupa così grande parte della sua vita, che lo scultore trascorre sempre meno tempo nella società fiorentina del tempo.
Nel gennaio del 1886, poco prima di morire, lo scultore cede l'intera la proprietà ad Achille Baille de Saint-Martin, che, a sua volta, nel 1913 la lascia in eredità all'abate Gastone Pighetti, curato di Notre-Dame-du-Mont-Carmel, nato e domiciliato a Marsiglia. Questi, nel 1915, affitta l'immobile, a quei tempi denominato "villino Santarelli" al Comune di Firenze e il palazzo viene adibito a scuola elementare. Nel 1920, la Croce Rossa statunitense, tramite il proprio commissario Edward Otis Barlett Jr, acquista per 120 000 lire il complesso. Per la riuscita della compravendita la Croce Rossa nomina come suoi procuratori l'avvocato Umberto Nidiaci e l'antiquario Carlo Matteo Girard, che seguono in quegli anni a Firenze gli interessi della Croce Rossa: viene affidato loro il compito di investire la liquidazione di una quantità di merce in un edificio, che abbia finalità sociali di educazione popolare con speciale riguardo all'infanzia. L'immobile viene intestato ai due procuratori. Il complesso diventa «una erigenda istituzione per la istruzione e la educazione popolare» dei cittadini del quartiere di San Frediano. A partire dal 1923 gli spazi furono destinati a doposcuola e ad altre attività a favore dei bambini del quartiere. Nel 1954 e ancora nel 1957 la famiglia Nidiaci, che diventa proprietaria dell'immobile, dona al Comune una parte del giardino e l'edificio della serra. Nel 2010 la società dell'immobiliarista Salvatore Leggiero ha acquistato lo stabile.

### Descrizione
Si tratta di un edificio di due piani per tre assi, con il prospetto caratterizzato da un disegno ancora memore di modelli neoclassici (si vedano le finestre e la ricca decorazione della gronda alla romana), da datarsi al secondo quarto dell'Ottocento. Sul muro che segue il palazzo (e sul quale si addossa la palestra del complesso) vi è un tabernacolo con un bassorilievo raffigurante la Madonna con il Bambino, attribuito a Francesco_di_Simone_Ferrucci: l'iscrizione latina sottostante (già trascritta da Francesco Bigazzi), posta sopra le armi delle famiglie Sabatini e Dazzi, lo chiariscono come dono del canonico di Santa Maria del Fiore Marco Dazzi all'amico Gaetano Sabatini, che fece murare l'immagine all'esterno della propria casa nel 1793. Del palazzo è pertinenza anche il più modesto corpo di fabbrica in aderenza che lo precede.
Nell'angolo sudovest del giardino è ancora presente un grande albero di tasso (Taxus baccata L.), di età incerta ma sicuramente più che secolare.
Dal 1º novembre 1915 la casa viene affittata dall'abate Pighetti al Comune di Firenze per ospitarvi una scuola elementare.
La parte attualmente pubblica del complesso Nidiaci consiste in una palestra che si affaccia su via della Chiesa; un giardino alberato con un campetto di calcio e una bella vista sulla parte posteriore della Basilica di Santa Maria del Carmine; e un'ex-serra detta la Limonaia". L'ingresso nell'area pubblica non è riservato ai soci della ludoteca Nidiaci, dell'associazione Giardino dell'Ardiglione Aps e del doposcuola, ma vi è un libero accesso.